# Vlašić (masyw)
Vlašić - masyw górski w Górach Dynarskich. Leży w Bośni i Hercegowinie. Jego najwyższy szczyt Paljenik  osiąga wysokość 1943 m n.p.m.